# سی‌اس‌اس فلوریدا (محاصره‌شکن)
سی‌اس‌اس فلوریدا (به انگلیسی: CSS Florida) یک کشتی محاصره‌شکن بود که طول آن ۱۷۱ فوت (۵۲ متر) بود. این کشتی در سال ۱۸۵۹ ساخته شد.